# Brook Benton (album)
Brook Benton è un album di raccolta dell'omonimo cantante soul statunitense, pubblicato dalla casa discografica RCA Camden Records nel gennaio del 1960 .
L'album raccoglie alcuni brani incisi nel 1957 e 1958 e pubblicati in quel periodo solo in formato singolo dall'etichetta Vik Records.

## Tracce

### LP
Lato A
1. You're for Me (arrangiamento di Billy Mure, produttore: Bob Rolontz) – 2:05 (Brook Benton, Cirino Colacrai) – Registrato il 14 novembre 1957
2. Only Your Love (arrangiamento di Billy Mure, produttore: Bob Rolontz) – 2:34 (Jimmy Williams, Ken Wood) – Registrato il 14 novembre 1957
3. A Million Miles from Nowhere (arrangiamento di Billy Mure, produttore: Bob Rolontz) – 2:38 (Daryl Petty) – Registrato il 14 novembre 1957
4. Devoted (arrangiamento di Billy Mure, produttore: Bob Rolontz) – 2:24 (Bill Henry (Belford Hendricks), Clyde Otis) – Registrato il 14 novembre 1957
5. Your Love Alone (Produttore: Bob Rolontz) – 2:13 (Billy Myles) – Registrato il 6 giugno 1957

Lato B
1. I Wanna Do Everything for You (Produttore: Bob Rolontz) – 1:48 (Clyde Otis, Brook Benton) – Registrato il 6 giugno 1957
2. A Door That Is Open (Produttore: Eddie Heller) – 2:34 (Jimmy Williams, Johnny Brandon) – Registrato il 31 marzo 1958
3. Crazy in Love with You (Produttore: Clyde Otis) – 2:30 (Clyde Otis, Brook Benton) – Registrato l'8 luglio 1958
4. I'm Coming Back to You (Produttore: Clyde Otis) – 2:36 (Clyde Otis, Brook Benton) – Registrato l'8 luglio 1958
5. If Only I Had Known (Brook Benton con The Sounds, produttore: Bob Rolontz) – 2:17 (Clyde Otis, Brook Benton) – Registrato il 5 giugno 1957

## Musicisti
- Brook Benton – voce solista